# Wólka Kretkowska
Wólka Kretkowska – osada wsi Kretki Małe w Polsce położona w województwie kujawsko-pomorskim, w powiecie brodnickim, w gminie Osiek.
W latach 1975–1998 Wólka Kretkowska administracyjnie należała do województwa toruńskiego.